# Parc national de Bhitarkanika
Le parc national de Bhitarkanika est situé dans l'État de l'Odisha en Inde. On y trouve notamment des crocodiles de mer, des pythons indiens et des ibis noirs.